# Paul Ulrich Unschuld
Paul Ulrich Unschuld (nascido em 19 de agosto de 1943 em Lauban) é um sinólogo e historiador médico alemão que lida principalmente com a história da medicina e ciência chinesas.

## Vida
Paul Unth recebeu seu doutorado em Sinologia em 1971 e obteve seu mestrado em Saúde Pública em 1974 . De 1975 a 1984 lecionou na Escola de Higiene e Saúde Pública da Universidade Johns Hopkins em Baltimore, Maryland, mais recentemente como Professor Associado Visitante. De 1986 a 2006 foi professor e diretor do Instituto de História da Medicina da Universidade Ludwig Maximilian em Munique. Desde 2006 é professor e diretor do Instituto Horst Görtz Foundation for Theory, History and Ethics of Chinese Life Sciences (HGI) na Charité em Berlim.

## Publicações (Seleção)
- Medizin in China. Eine Ideengeschichte. Beck, München 1980, ISBN 3-406-07599-1.
- (Hrsg.) mit Peter Dilg, Wolf-Dieter Müller-Jahncke, Guido Jüttner und Peter Dilg: Perspektiven der Pharmaziegeschichte. Festschrift Rudolf Schmitz. Graz 1983
- (Hrsg.) 50 Jahre Institut für Geschichte der Medizin der Universität München. Cygnus, München 1989, ISBN 3-926936-04-5.
- Die Ärztin und der Maler. Carl Jung-Dörfler und Hedwig Danielewicz, Triltsch Verlag 1994, ISBN 9783799800662
- Huichun. Chinesische Heilkunde in historischen Objekten und Bildern. Prestel, München/New York 1995, ISBN 3-7913-1497-1.
- mit Jinsheng Zheng: Chinesisch – Sprachkurs für Medizin und Alltag.
  - Band 1: 18 Situationsdialoge. Berlin/Heidelberg: Springer, 2002; ISBN 978-3-540-43739-0.
  - Band 2: Einführung in den Sprachaufbau. Berlin/Heidelberg: Springer, 2002; ISBN 978-3-540-43740-6.
- Was ist Medizin? Westliche und östliche Wege der Heilkunst. Beck, München 2003, ISBN 3-406-50224-5.
- Ware Gesundheit. Das Ende der klassischen Medizin. Beck, München 2009; 3., aktualisierte und erweiterte Auflage 2014, ISBN 978-3-406-66373-4.
- Chinas Trauma – Chinas Stärke. Niedergang und Wiederaufstieg des Reichs der Mitte. Springer Vieweg, Berlin 2016, ISBN 978-3-662-53460-1.
- Das System droht zu entgleisen. In: Deutsches Ärzteblatt. Band 114, Heft 41, 1. Dezember 2017, S. A2264–A2266.